# Lądowisko Kraków-CUMRIK
Lądowisko Kraków-CUMRIK – lądowisko sanitarne w Krakowie, w województwie małopolskim, położone przy ulicy Mikołaja Kopernika 50. Przeznaczone jest do wykonywania startów i lądowań śmigłowców sanitarnych i ratowniczych w dzień i w nocy o dopuszczalnej masie startowej do 5700 kg.
Zarządzającym lądowiskiem jest Centrum Urazowe Medycyny Ratunkowej i Katastrof Szpitala Uniwersyteckiego w Krakowie. W roku 2013 zostało wpisane do ewidencji lądowisk Urzędu Lotnictwa Cywilnego pod numerem 218.